# 폭스 스포츠 (미국)

폭스 스포츠 로고

폭스 스포츠(Fox Sports)는 폭스 방송의 스포츠 프로그램 담당 부서로, WWE, NFL, NHL, MLB, MLS 등등 다양한 일련의 스포츠를 중계한다. 폭스 스포츠 미디어 그룹이라고도 하며 폭스 방송 네트워크인 폭스 스포츠 1(FS1), 폭스 스포츠 2( FS2) 및 폭스 스포츠 라디오 네트워크이다.
이 부문은 폭스가 NFL(내셔널 풋볼 리그) 경기에 대한 방송권을 획득하면서 1994년에 설립되었다. 이후 몇 년 동안 폭스는 내셔널 하키 리그(NHL)(1994~1999), 메이저 리그 베이스볼(MLB)(1996~현재), NASCAR(2001~현재), 보울 챔피언십 시리즈(BCS)(2007~2010), 메이저 리그 사커(MLS)(2003~2011, 2015~현재), US 오픈 (골프)(2015~2019), 미국핫로드협회(NHRA)(2016~현재), WWE 프로그래밍(2019~현재), XFL(2020), 미국 풋볼 리그(USFL)(2022~현재), 월드 베이스볼 클래식(WBC)(2023~현재)을 방송했다.
2017년 12월 14일, 월트 디즈니 컴퍼니는 당시 모회사인 21세기 폭스를 524억 달러에 인수할 계획을 발표했다. 여기에는 지역 폭스 스포츠 네트웍스(나중에 디즈니가 싱클레어 브로드캐스트 그룹에 매각), FX 네트워크 및 폭스 스포츠 인터내셔널 등의 주요 자산이 포함되었다. 제안된 인수 조건에 따라 폭스 스포츠 1, 폭스 스포츠 2 및 기타 자산은 21세기 폭스의 현재 주주가 독립적으로 소유한 사업부의 현재 모회사로 분리되었다.

## 같이 보기
- 폭스 방송
- CBS 스포츠
- ESPN
- NBC 스포츠